# Enijärvi
Enijärvi je jezero u Finskoj. Nalazi se u blizini grada Kemijärvija u regiji Finskoj Laponiji, u sjevernoj Finskoj. Jezero je dio porječja Kemijokija.